# Municipio de Carlisle (Dakota del Sur)
El municipio de Carlisle (en inglés: Carlisle Township) es un municipio ubicado en el condado de Brown en el estado estadounidense de Dakota del Sur. En el año 2020 tenía una población de 35 habitantes y una densidad poblacional de 0,37 personas por km².

## Geografía
El municipio de Carlisle se encuentra ubicado en las coordenadas 45°37′23″N 98°38′52″O / 45.62306, -98.64778. Según la Oficina del Censo de los Estados Unidos, el municipio tiene una superficie total de 93.85 km², de la cual 93,41 km² corresponden a tierra firme y (0,47 %) 0,44 km² es agua.

## Demografía
Según el censo de 2010, había 35 personas residiendo en el municipio de Carlisle. La densidad de población era de 0,37 hab./km². De los 35 habitantes, el municipio de Carlisle estaba compuesto por el 100 % blancos. Del total de la población el 0 % eran hispanos o latinos de cualquier raza.